# (34174) 2000 QP38
2000 QP38 (asteroide 34174) é um asteroide da cintura principal. Possui uma excentricidade de 0.20127400 e uma inclinação de 17.66693º.
Este asteroide foi descoberto no dia 24 de agosto de 2000 por LINEAR em Socorro.